# Nocera Umbra
Nocera Umbra és una ciutat i comune (municipi) de la província de Perusa, a la regió italiana d'Úmbria, situat uns 15 km al nord de Foligno, a una altitud de 520 msnm. El municipi, amb una superfície de 157.19 km², és un dels més grans d'Úmbria.
L'1 de gener de 2022 tenia 5.584 habitants.

## Història
La ciutat de Nocera va ser fundada al segle vii aC per habitants de Camerinum, una ciutat de l'Úmbria, que van abandonar la seva pàtria ancestral durant l'anomenada «primavera sagrada» (ver sacrum). El nom de Nocera en la llengua oscoumbra era Noukria, que significa 'nou' (ciutat).
La ciutat antiga romana no estava situada al turó on es troba la moderna Nocera, sinó a la vall, a prop del rierol Topino.
La ciutat, amb el nom llatí Nuceria Camellana, va quedar sota el control romà entre finals del segle iv i les primeres dècades del segle iii aC i es va convertir en un municipi. Aviat va adquirir importància estratègica perquè es trobava en una branca de la via Flamínia, la carretera que unia Roma amb l'Adriàtic, passant de Forum Flamini (S. Giovanni Profiamma, prop de Foligno) a Fanum, al Picè. Algunes restes de les carreteres romanes encara són visibles avui en dia. Des de Nuceria, els romans també van construir una altra via: la «Septempedana», que va conduir als llocs romans avançats de Prolaqueum i Septempeda, al costat Adriàtic dels Apenins.

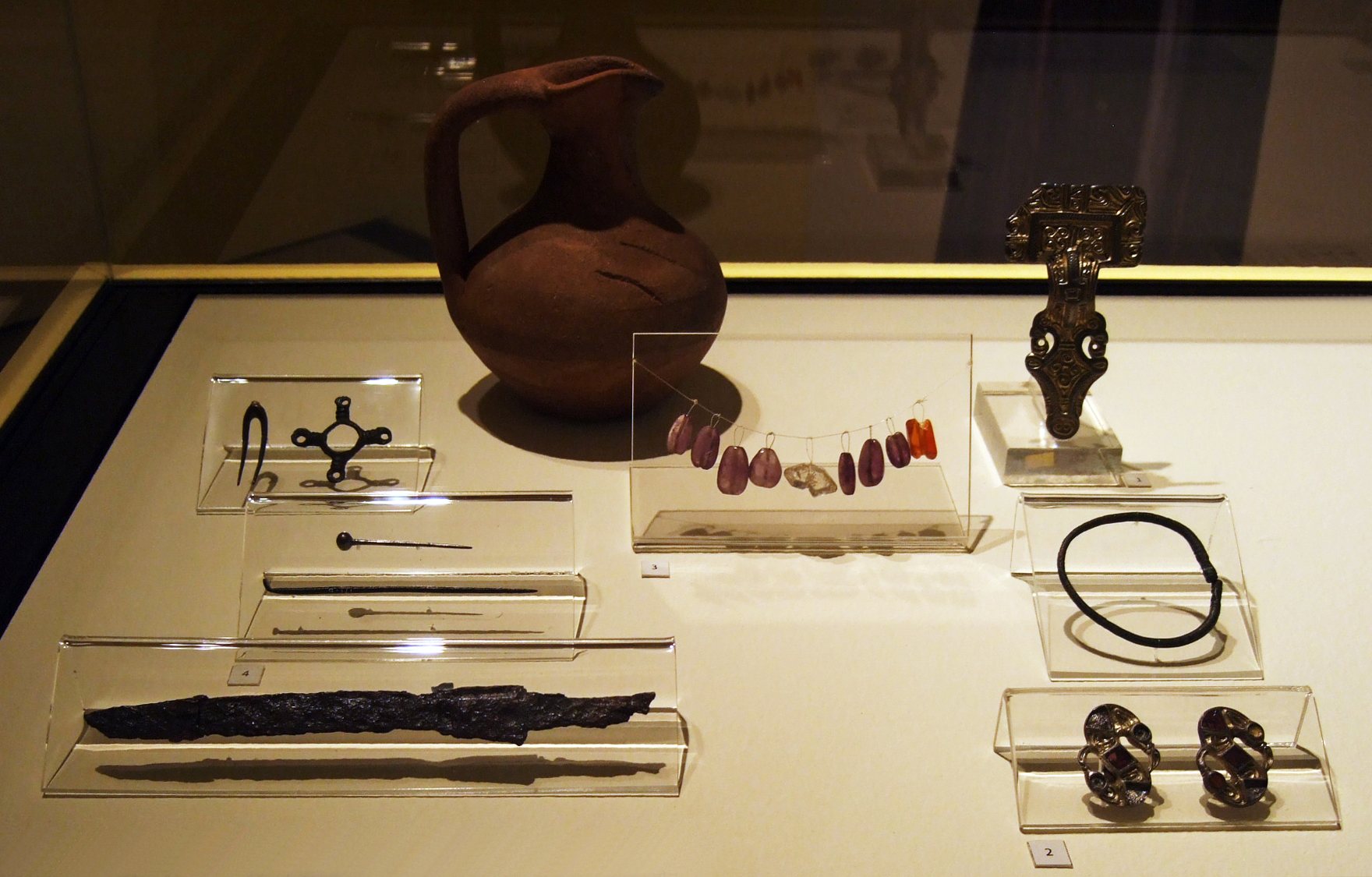
Objectes d'una tomba llombarda excavada a Nocera Umbra.

D'acord amb Plini el Vell, Nuceria estava habitada per dues tribus: els Nucerini Favonienses (fidels de Favonia, també anomenada Fauna, una deessa) i els Camellani (originaris de Camerinum, o possiblement fabricants de «camella», petits contenidors de fusta). Estrabó va escriure que la ciutat era famosa per la producció de gerros de fusta (possiblement barrils).
Durant la Segona Guerra Púnica, el 217 aC, Hannibal, en el seu camí cap a l'Adriàtic després de la batalla de Trasimè, va acampar amb el seu exèrcit a prop de la ciutat (en lloc encara conegut com a Affrica).
Prop de Nuceria, a la vora del llac, ara sec, Lacus Plestinus, el comandant de la cavalleria romana, Gai Centeni, va lluitar amb 4.000 cavallers contra les tropes cartagineses dirigides per Maharbal.
La ciutat va assolir el seu apogeu durant els dos primers segles dC.
Durant el segle v es va formar la diòcesi de Nocera.
La ciutat romana va ser destruïda a principis del segle v, possiblement pels visigots: els supervivents van reconstruir les seves cases a la part alta del turó, on encara es troba Nocera.
Els llombards van ocupar la ciutat i van instal·lar allí una arimannia, després un gastaldat i, finalment, al començament del segle ix (durant el període franc) es va convertir en un comtat. La ciutat emmurallada, que es deia Arx fortissima en documents contemporanis, protegia la frontera nord del ducat de Spoleto contra la guarnició romana d'Orient a Gualdo Tadino. La importància de Nocera durant el període llombard és subratllada per la necròpolis excavada el 1897, els objectes recuperats de la qual són armes, joies, estris domèstics i ceràmiques, que formen el nucli del Museo dell'alto Medioevo de Roma.
Durant l'edat mitjana, Nocera es va convertir en una ciutat emmurallada, tal com existeix avui.
El 1202 la ciutat va quedar sota el control de Perusa i el 1248 va ser destruïda per l'emperador Frederic II. Poc després va arribar a posseir el Trinci de Foligno.
El 1421 el governador del castell de Nocera, Pietro di Rasiglia, davant de la sospita d'adulteri de la seva esposa amb Niccolò I Trinci, va convidar tota la família Trinci a una festa de caça i els va matar tots, excepte el jove Corrado, que es va venjar per l'assassinat dels seus familiars, atacant la ciutat i matant el governador traïdor.
El 1439 el cardenal Giovanni Vitelleschi va aixafar la Signoria de Trinci i va annexionar Nocera als Estats pontificis. La ciutat, amb l'excepció del període de Napoleó, va romandre sota el control del Papa fins a 1860, quan, com a part de l'Úmbria, va ser annexionada al Regne d'Itàlia.
Els terratrèmols han afectat diverses vegades la ciutat i els seus voltants. Els principals van tenir lloc el 30 d'abril de 1279, el 17 d'abril de 1747 i 26 de setembre de 1997. Els danys causats per aquest últim encara no s'han reparat completament (2014).

## Llocs d'interès
Té algunes esglésies antigues, que contenen quadres i frescos; a la Catedral hi ha un gran retaule de Niccolò Alunno.

## Ciutats agermanades
- Frosinone, Itàlia
- Gabicce Mare, Itàlia